# トゥモロー・ネクスト
トゥモロー・ネクスト（Tomorrow Next、T/N、トムネ）とは、短期資金取引の方法の一種で、約定日の翌営業日（1営業日後、T+1）がスタートで、翌々営業日（T+2）がエンド（取引終了）の取引を指す。
コール市場など、金融機関間の短期資金調達・運用に用いられる。